# Mark Sheppard
Pour les articles homonymes, voir Sheppard.
Mark Sheppard (parfois crédité Mark A. Sheppard) est un acteur et musicien britannique, né le 30 mai 1964 à Londres.

## Biographie
Mark Sheppard est d'ascendance irlandaise et allemande. 
Il vivait à Los Angeles avec sa femme Jessica et ses deux fils, Maximilian et William. Ils se séparent à l'été 2014.
Le 9 novembre 2015 il épouse Sarah Louise Fudge, avec qui il a une fille Isabella Rose, née le 1er mars 2016.

### Carrière

#### Musique

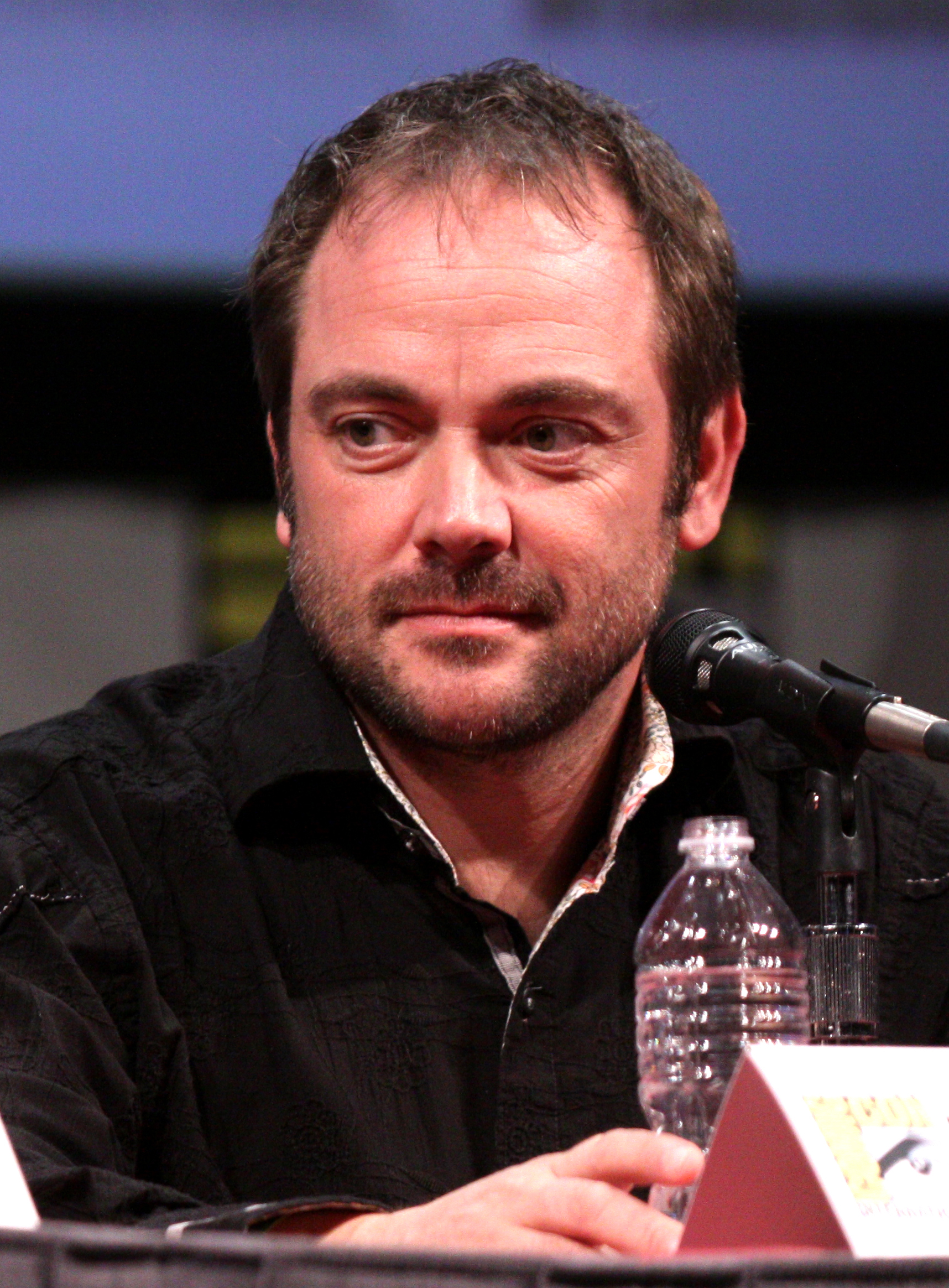
Mark Sheppard au Comic-Con de Supernatural en 2011.

À quinze ans, il est devenu musicien professionnel durant de nombreuses années et a enregistré des morceaux avec des groupes comme Robyn Hitchcock, The TV Personalities et le groupe irlandais Light a Big Fire. En tant que musicien libre, il a enregistré de nombreux albums pour de nombreux groupes à travers l'Europe, avant de partir pour les États-Unis où il a formé le groupe School of Fish.
Il a été invité à auditionner pour la production américaine de la pièce Cock and Bull Story (mise en scène par William Hayes, l'auteur du roman Midnight Express). Il a gagné de nombreuses récompenses dont celle du Cercle des Critiques de Drame de Los Angeles en 1992, ainsi que celles du LA Weekly et du dramalogue.

#### Au cinéma
En 1993, Mark Sheppard a joué dans le film Au nom du père de Jim Sheridan, où il incarnait Patrick Armstrong, membre du Guildford Four, aux côtés de Daniel Day-Lewis et Emma Thompson. 
En 1996, il est dans la comédie romantique Lover's Knot. En 1997, il incarne Fang dans le drame historique russe Out of the Cold.
En 2004, il a joué également dans le thriller Incontrôlable (Unstoppable).
En 2006, il était dans le film noir indépendant Broken, aux côtés de Heather Graham et Jeremy Sisto.

#### À la télévision
Son travail pour la télévision inclut de nombreuses participations dans plusieurs séries télévisées dont : l'épisode L'Incendiaire dans X-Files : Aux frontières du réel, l'épisode Les Protectrices de Charmed, une année dans la série d'action Spécial OPS Force et des invitations ou rôles récurrents dans Les Experts, The Practice : Bobby Donnell et Associés, Firefly, Les Chroniques du mystère, Special Unit 2, JAG, Star Trek: Voyager, Monk, Las Vegas, Les Experts : Manhattan, Burn Notice, Leverage, Chuck, FBI : Duo très spécial et Warehouse 13 entre autres.
Il a aussi joué Badger, un patron du crime à moitié comique dans le style cockney pour la série de Joss Whedon, Firefly. Il a joué le rôle du méchant dans la cinquième saison de la série télévisée 24 heures chrono, ainsi que l'adversaire tueur en série de Patricia Arquette dans Médium. Il apparaît sous les traits de Romo Lampkin dans les trois derniers épisodes de la troisième saison de Battlestar Galactica. 
En 2008, il figurait au générique de la série Bionic Woman. Puis en fin de cette même année, il a un rôle récurrent dans la série Leverage, où il incarne Jim Sterling, le contre-héros où[pas clair] des escrocs de haute volée jouent les « Robins des Bois ». 
De 2009 à 2017, il a interprété le rôle du démon Crowley dans la série télévisée américaine Supernatural aux côtés de Jensen Ackles, Jared Padalecki et Misha Collins.
En 2011, il apparaît dans les deux premiers épisodes de la sixième saison de Doctor Who dans le rôle de Canton Everett Delaware III.

## Filmographie

### Cinéma
Films
- 1993 : Au nom du père (In the Name of the Father) de Jim Sheridan : Paddy Armstrong
- 1996 : Lover's Knot de Peter Shaner : Nigel Bowles
- 1997 : Nether World d'Anders Dalgaard : California
- 1999 : Out of the Cold d'Aleksandr Buravskiy : Fang
- 2000 : Farewell, My Love de Randall Fontana : M. J.
- 2001 : Lady in the Box de Christian Otjen : Doug Sweeney
- 2001 : New Alcatraz de Phillip J. Roth : Yuri Breshcov
- 2002 : Killing Sharks (Megalodon) de Pat Corbitt : Mitchell Parks[n 1]
- 2004 : Evil Eyes de Mark Atkins : Peter
- 2004 : Incontrôlable (Unstoppable) de David Carson : Leitch[n 2]
- 2006 : Broken d'Alan White : Malcolm
- 2010[n 3] : Jurassic Predator (en) (Xtinction: Predator X ou Alligator X) d'Amir Valinia : Dr Charles LeBlanc[n 4]
- 2010 : Mysterious Island de lui-même : le capitaine Nemo jeune
- 2013 : Sons of Liberty de Drew Hall : Ackley

### Télévision

#### Téléfilms
- 1997 : Spécial OPS Force de  Dan Gordon (en) : Christopher « C.J. » Yates
- 2001 : Le Bateau des ténèbres (Lost Voyage) de Christian McIntire : Ian Fields
- 2003 : Arabesque : Le Fils perdu (Murder, She Wrote: The Celtic Riddle) d'Anthony Pullen Shaw : l'homme dans la voiture (non crédité)
- 2003 : La Créature des abysses (Deep Shock) de Phillip J. Roth : Chomsky

#### Séries télévisées
- 1992-1993 : Les Dessous de Palm Beach (Silk Stalkings) : Eric (saison 2, épisode 5) / Eddie Bryce (saison 3, épisode 7)
- 1993 : X-Files : Aux frontières du réel (The X Files) : Bob the Caretaker / Cecil L'Ively (saison 1, épisode 12 : L'Incendiaire)
- 1995 : M.A.N.T.I.S. : C. Flayton Ruell (saison 1, épisode 20)
- 1997-1998 : Spécial OPS Force (Soldier of Fortune, Inc) : Christopher « C. J. » Yates (20 épisodes)
- 1998 : Sliders : Les Mondes parallèles (Sliders) : Jack (saison 4, épisode 15)
- 1999 : Le Flic de Shanghaï (Martial Law) : Clay Sullivan (saison 2, épisode 2)
- 1999 : The Practice : Bobby Donnell et Associés (The Practice) : Eddie Wicks (saison 4, épisode 10)
- 2000 : Star Trek : Voyager : Leucon (saison 6, épisode 19 : Jeu d'enfant)
- 2000 : JAG : le directeur adjoint des opérations / le général Parker jeune (saison 6, épisode 7)
- 2001 : Invisible Man (The Invisible Man) : Yuri Gregorov (saison 1, épisode 20)
- 2001-2002 : V.I.P. : Nero (saison 3, épisode 14 et saison 4, épisode 15)
- 2001 : Les Chroniques du mystère (The Chronicle) : Nitro (saison 1, épisode 8)
- 2001 : Special Unit 2 : le caméléon (saison 2, épisode 2)
- 2002 : Undercover (UC: Undercover) : Mitchell Reeves (saison 1, épisode 12)
- 2002 / 2009 : Les Experts (CSI: Crime Scene Investigation) : Rod Darling (saison 2, épisode 23) / Dimitri Sadesky (saison 10, épisode 7)
- 2002 : Charmed : Arnon (saison 5, épisode 5 : Les Protectrices (Witches in Tights))
- 2002 : Firefly : Badger (saison 1, épisodes 1 et 4 : Les Nouveaux Passagers et Le Duel)[1]
- 2003 : Fastlane : Ronan Dennehy (saison 1, épisode 17)
- 2003 : Jake 2.0 : Hartman (saison 1, épisode 9)
- 2004 : Las Vegas : George Beckwahr (saison 2, épisode 9)
- 2005 : Monk : Chris Downey (saison 3, épisode 11)
- 2005-2006 : Médium (Medium) : Dr Charles Walker / Jack Walker (3 épisodes)
- 2005 : Les Experts : Manhattan (CSI: NY) : Kevin Hannigan (saison 1, épisode 16)
- 2006 : 24 heures chrono (24) : Ivan Erwich (6 épisodes)
- 2006 : FBI : Portés disparus (Without a Trace) : Ioannis « Johnny » Patani (saison 4, épisode 22)
- 2007-2009 : Battlestar Galactica : Romo Lampkin (6 épisodes)
- 2007 : Bionic Woman : Anthony Anthros (3 épisodes)
- 2008 : Shark : Rupert Stone (saison 2, épisode 15)
- 2008 : US Marshals : Protection de témoins (In Plain Sight) : Russell (saison 1, épisode 10)
- 2008 : The Middleman : Manservant Neville (saison 1, épisodes 11 et 12)
- 2008-2012 : Leverage : Jim Sterling (10 épisodes)
- 2009 : NCIS : Enquêtes spéciales (NCIS: Naval Criminal Investigative Service) : M. Pain jeune (saison 6, épisode 13)
- 2009 : Burn Notice : Tom Prescott (saison 2, épisode 13)
- 2009 : Dollhouse : Tanaka (3 épisodes)
- 2009-2010 et 2014 : Warehouse 13 : Benedict Valda (6 épisodes)
- 2009 / 2013-2014 : FBI : Duo très spécial (White Collar) : Curtis Hagen (saison 1, épisode 1 / 5 épisodes, saison 5)
- 2009-2017 : Supernatural : Crowley (70 épisodes)
- 2010 : Chuck : le directeur de l'Alliance (saison 3, épisodes 12 et 13)
- 2011 : Doctor Who : Canton Delaware III (saison 6, épisodes 1 et 2)
- 2011 : Prime Suspect : Blackjack Mullins (saison 1, épisode 10)
- 2017 : MacGyver : Jason Tennant, le faux Dr Zito[1] (saison 1, épisode 21)
- 2019-2020 : Doom Patrol : Willoughby Kipling (6 épisodes)

### Jeu vidéo
- 2009 : The Conduit : agent Michael Ford (voix originale)

## Voix françaises
En France, Fabien Jacquelin est la voix française régulière de Mark Sheppard.